# Sher Mandal

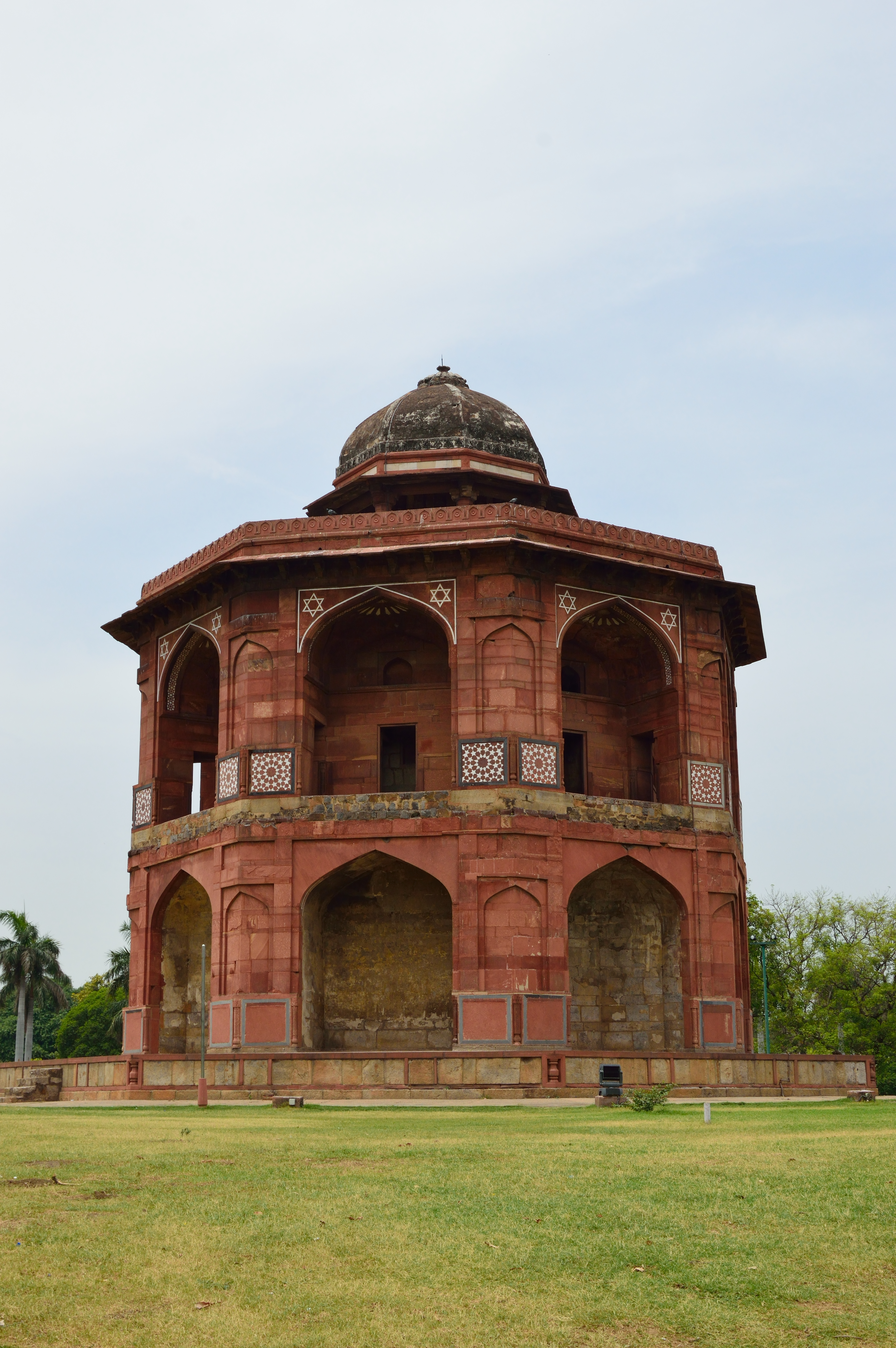
Sher Mandal.

Le Sher Mandal (ou le pavillon de Sher Shah) est un bâtiment historique du XVIe siècle érigé au sein du Purana Qila, un fort situé à Delhi, en Inde. 
On pensait auparavant qu'il avait été construit par Sher Shah Suri, mais est maintenant attribué à l'empereur moghol Humâyûn, qui y est mort en 1556 après être tombé dans un escalier. Conçu dans un mélange d'architecture timuride et safavide, c'est la seule structure de palais qui subsiste dans le fort. 
Le Sher Mandal est devenu une attraction touristique.

## Emplacement
Le Sher Mandal est situé à l'est d'un hammam (bain royal turc) vers l'extrémité sud-est du Purana Qila, à Delhi, en Inde. Il occupe le point culminant du fort.

## Histoire

### Mort de Humayun
L'empereur moghol Humâyûn aurait utilisé ce bâtiment comme bibliothèque. Alors que les récits historiques contemporains ne discutent pas des détails de la mort de Humayun, Abul Fazl, Nizamuddin Ahmad, Ferichta et Badayuni, qui ont tous deux occupé des postes distingués à la cour royale du fils de Humayun, Akbar, ont relaté l'événement.
Fazl a écrit que, le 20 janvier 1556 (d'autres sources donnent le 24 janvier), Humayun s'était rendu sur le toit d'une bibliothèque récemment aménagée pour bénir ses sujets. Il devait annoncer les promotions de divers officiers lors d'un événement qui coïncidait avec le lever de Vénus, pour laquelle il avait convoqué ses astronomes. Vers le soir, il commence sa descente et il n'avait atteint que la deuxième marche lorsqu'il entendit l'azan, l'appel musulman à la prière. Humayun se serait assis sur les marches pour prier et, alors qu'il se levait, une de ses jambes s'est emmêlée avec sa robe, provoquant sa chute dans les escaliers et une blessure à la tempe. Humâyûn meurt entre un et trois jours plus tard.
Nizamuddin, Mulla Ahmad, Firishta, Badauni et d'autres ont confirmé cette version, mais avec de légères variations. Seydi Ali Reis, qui était là au moment de l'accident, a noté exactement les mêmes événements et a décrit le bâtiment comme le château du plaisir.

### Controverse concernant la construction
Les rôles joués par Sher Shah Suri et Humayun dans la construction du bâtiment (et du fort) sont contestés.
On croyait auparavant que Sher Mandal avait été construit par Sher Shah Suri, le dirigeant de Suri, en 1541 comme station de plaisance,. Le nom a été utilisé pour la première fois par l'historien Abdullah, auteur de Tarikh-i Da'udi, qui l'a décrit comme étant supposé être laissé incomplet par Sher Shah. Catherine Asher, spécialiste des formes d'art indien et islamique avait initialement postulé que ces passages permettaient d'assimiler le Purana Qil'a à Sher-garh et que le Sher Mandal avait été construit par Sher Shah. L'historien Percival Spear considère qu'il a été construit par Sher Shah.
Cependant, d'autres ont noté un manque de preuves archéologiques et littéraires correspondantes pour affirmer le lien ou relier la mosquée Qal'a-i Kuhna avec la mosquée de Sher Shah ou le pavillon du Purana Qil'a pour être Sher Mandal. Les descriptions littéraires contemporaines des monuments du palais ne soutiennent pas l'idée que Sher Shah a détruit (et remplacé) Din-panah, comme l'impliquent les théories associant Sher-garh au Purana Qil'a.  Abu'l Fazl et Badaoni mentionnent explicitement que Sher Shah a établi une ville étendue entre la forteresse de Din-panah, que Muhammad Humayun Padshah a construite, et Firozabad.  Anthony Monserrate, qui a visité Delhi au début des années 1580, a également enregistré l'existence de Din-panah.  De plus, la mosquée Qal'a-i Kuhna ni le pavillon ne ressemblent à aucun des bâtiments de Sher Shah. Le plan rectangulaire de la mosquée, par exemple, avec ses cinq baies, ses colonnettes encastrées et ses tours d'angle octogonales, est presque identique à la mosquée de Jamali-Kamali, qui a été commencée sous le règne de Babur.  Le pavillon à deux étages, avec son plan octogonal, ses panneaux décoratifs rectangulaires et son grand chhatri, ressemble étroitement à un certain nombre de palais décrits par Khwandamir et Gulbadam Begam dans leurs récits de l'architecture de Humayun. Plus important encore, Badayuni, dans sa chronique de la mort de Humayun, mentionne en évidence que le bâtiment a été construit par Humayun lui-même. Ram Nath souligne les conceptions architecturales de Sher Mandal comme la preuve d'une construction homogène conforme au style de Humayan.

### Contestation d'utilisation
Stephen Carr, écrivant dans le répertoire de l'État de 1876, rejette fermement l'utilisation de Sher Madal comme palais de toute sorte ou même comme tour de flanc. Ram Nath note également que la structure manquait de ressemblance minimale avec un palais inachevé, ainsi que d'un manque d'étagères, de niches ou de toute autre caractéristique qui aurait pu justifier son utilisation en tant que bibliothèque. Nath, à la lumière de sa position géographique et de son corpus littéraire circonstanciel, propose que le bâtiment aurait été utilisé comme observatoire astronomique et nommé dans un premier tempsSaur Mandal. Son nom aurait évolué vers son nom actuel, basé sur la croyance erronée que Sher Shah avait détruit toute la ville fortifiée.

## Architecture
Le bâtiment, en grès rouge, est une structure octogonale de deux étages s'élevant à une hauteur d'environ 18 m,. Deux escaliers en granit extrêmement raides, étroits et irréguliers, d'environ dix-huit marches chacun, longent les murs nord et sud reliant les deux étages. Il y a un seul escalier reliant l'étage supérieur à la terrasse. Entre les deux étages, il y a une bande d'ardoise noire.
L'étage supérieur est protégé par de petits chhajjas (toits en surplomb), au-dessus desquels se trouvent des corniches, tandis que les chhajjas du premier étage ont été détruits au fil du temps. Le milieu de la terrasse contient un spacieux chhatri octogonal, chaque pilier étant séparé d'une distance de 2,64 m. Les dados de cet étage contiennent une étoile à douze branches, considérée comme de bon augure par Humayun, bien que ce soit un chiffre astronomique.
Les deux étages ont huit alcôves, une de chaque côté ; à l'étage inférieur, ils sont alternativement de forme carrée et semi-octogonale, tandis que ceux de l'étage supérieur sont de forme plus profonde et rectangulaire. Des symboles satkona (en) marbrés sont présents sur chaque écoinçon extérieur des arcs supérieurs de l'alcôve, tandis que l'intrados des arcs est gravé de motifs incrustés de marbre d'une fleur à douze pétales avec une étoile à douze branches.
Il existe une chambre cruciforme à l'étage supérieur - une seule pièce carrée au centre, qui s'ouvre sur quatre pièces plus petites alignées avec quatre des alcôves,. Ces bras sont à leur tour liés pour former un déambulatoire. La chambre a des soffites semi-voûtés sur les côtés soutenant les quatre arches et un plafond voûté. Les intérieurs portent des motifs de stalactites exquis et d'autres décorations de carreaux émaillés et de stuc incisé. Les murs sont lambrissés de carreaux encaustiques à une hauteur d'environ trois pieds du sol. Le reste du mur, jusqu'au plafond, est orné de peintures de fleurs et de motifs fantaisie. L'intérieur des arcades est à peine orné de marbre.
L'étage inférieur est complètement clos de sorte que l'intérieur est inaccessible. Nath suppose qu'il correspond à un lieu de sépulture temporaire de Humayan, mentionné dans les textes contemporains. Bien que la chambre ait été initialement ouverte, elle a ensuite été fermée par respect, lorsque son cadavre a été transféré dans une tombe nouvellement commandée environ deux ans après sa mort.

## Tourisme
L'étage supérieur de Sher Mandal est restreint aux visiteurs.
 

### Remarques
1. ↑   Après la conquête de Multan par Haibat Khan, Sher Shah est passé de (Agra) à Delhi en 947 (1540 CE) ; et poussé par des sentiments indignes, il détruisit le fort d'Alau-d-din, qui se dressait à Siri, remarquable par sa force et sa hauteur, et construit sur la rive de la Jumna, entre Firozabad et Kilu Kari, dans le village d'Indrapat, une ville nouvelle, distante d'environ deux ou trois kilomètres de l'ancienne... Il a également posé les fondations d'une magnifique mosquée, qui a été très vite achevée. Il appela le nom du fort « Sher-garh » et ses murs étaient d'une grande largeur et d'une grande hauteur ; mais à cause de la brièveté de son règne, il ne vécut pas pour l'achever. À l'intérieur du fort se trouvait un petit palais, également laissé incomplet, qu'il appela « Sher-mandal ». "